# Michális Chatzigiánnis
Michális Chatzigiánnis (en griego: Μιχάλης Χατζηγιάννης) es un conocido cantante nacido en Nicosia, Chipre el 5 de noviembre de 1978.

## Biografía
Se graduó en la Cyprus Music Academy de Londres con piano y guitarra. Desde muy joven, con 16 años, comenzó su carrera musical en Chipre con tres discos casi consecutivos que obtuvieron certificado de platino. En mayo de 1998 representa a su país en el Festival de la Canción de Eurovisión donde hizo una excelente actuación con el tema Genesis, del que es autor.
Más tarde colaboró en Atenas con los compositores Yiorgos Hadjinassios y Michales Bourboulis para el álbum "Aggigma Psychis". Le siguieron numerosos éxitos en Grecia donde consiguió un doble álbum de platino con "Paraxeni Giorti". En 2002 se consolidó definitivamente como uno de los más importantes artistas de lengua griega con "Kryfo Fili". En 2004 representó a Chipre en la ceremonia de entrada de 10 nuevos países en la Unión Europea. En 2006 editó su primer disco en vivo y ofreció 50 conciertos en Grecia, actuando también en Australia, Canadá y Estados Unidos.

## Discografía
- Senario (1995)
- O Michális Chatzigiánnis traguda Doro Georgiadi (1997)
- Anonimon patridon (1997)
- Epafi (1998)
- Genesis (1998)
- Parakseni giorti (2000)
- Oi mikres mas istories (2001)
- Krifo fili (2002)
- Monos mou (2003)
- Akatallili skini (2004)
- Oneiro zo (2005)
- Live (2006)
- Ola i tipota (2006)
- Filoi kai exthroi (2006)
- Pio poly (2007)
- Zontana Sto Lycabbhto (2007-2008)
- 7 "efta" (2008)
- 7 Special Edition (2009)
- Mihalis (2010)
- To Kalitero Psema (2010)
- Tharros I Alitheia (2011)
- I Agapi Dinamonei (2013)
- Erotas Agathi (2017)
- Da Capo - Apo Tin Archi (2018)

## Canciones
- 2000: "Mono Sta Oneira"
- 2000: "Paraxeni giorti"
- 2001: "I Titli Tou Telous"
- 2001: "Ekdromi"
- 2002: "Eisai Edo"
- 2002: "Choris Anapnoi"
- 2002: "To S' Agapo"
- 2002: "Kapnos"
- 2003: "Monos Mou"
- 2003: "Party"
- 2004: "Gia Sena"
- 2004: "Pou Einai I Agapi"
- 2005: "Afta Pou Tha Lega Se Sena"
- 2005: "Oneiro Zo"
- 2006: "De Fevgo"
- 2006: "Den Echo Chrono"
- 2006: "Ola I Tipota"
- 2006: "Na Eisai Ekei"
- 2007: "Heria Psila"
- 2007: "An Den Koitazo Esena"
- 2007: "Pio Poli"
- 2007: "O Paradisos (Den Ftiahtike Gia Mas)" (with Despina Olympiou)
- 2008: "Krata Me"
- 2008: "Etsi Se Thelo"
- 2008: "Emeis Oi Dio San Ena"
- 2008: "Ola Tha Pane Kala"
- 2009: "Otan Esi Tha Les Fige"
- 2009: "Par' Ta Ola Dika Sou"
- 2009: "Anna"
- 2010: "Sti Leoforo Tis Agapis"
- 2010: "O Tilefonitis"
- 2010: "Everyone Dance"
- 2010: "To Kalokairi Mou"
- 2010: "To Kalitero Psema"
- 2011: "Mia Apo Ta Idia"
- 2011: "S' Agapo"
- 2011: "Aksizo"
- 2012: "Tharros I Alitheia"
- 2012: "Plai Plai"
- 2012: "Treis Zoes"
- 2012: "Se Enan Toicho" (Feat.Midenistis)
- 2013: "I Agapi Dinamonei"
- 2013: "Kati Dinato"
- 2014: "Mesa Sou Vriskomai"
- 2014: "Poios Eimai Ego"
- 2017: "Koita me"
- 2019: "I Kaliteri Mou Fili"
- 2020: "Horevo"
- 2020: "Min Argis"
- 2021: "Kanenas Monos"

## Premios
- 2001 Pop Corn: Best new artist
- 2003 Arion: Best pop artist, best pop álbum y best artist singer
- 2004 Mad Video Music Awards: Best pop videoclip, Best artistic videoclip, Best videoclip of the year
- 2004 Arion: Best artistic song, Best modern laikos singer, Best singer of the year, Award for the most selling cd-single
- 2005 Arion: Best artistic singer, Best pop singerBest pop álbum:Akatallili skini, Best pop song:Gia sena, Best álbum of the year:Akatatallili skini
- 2005 Mad Video Music Awards: Best videoclip of the year:Gia sena
- 2006 Arion: Best artistic song:Na minis edo
- 2006 Cyprus awards: Best Greek song: De fevgo, Best Greek cd-single:Oniro zo.
- 2007 Status:Best male composer of the year
- 2007 Mad Video Award